# Antoine Simon

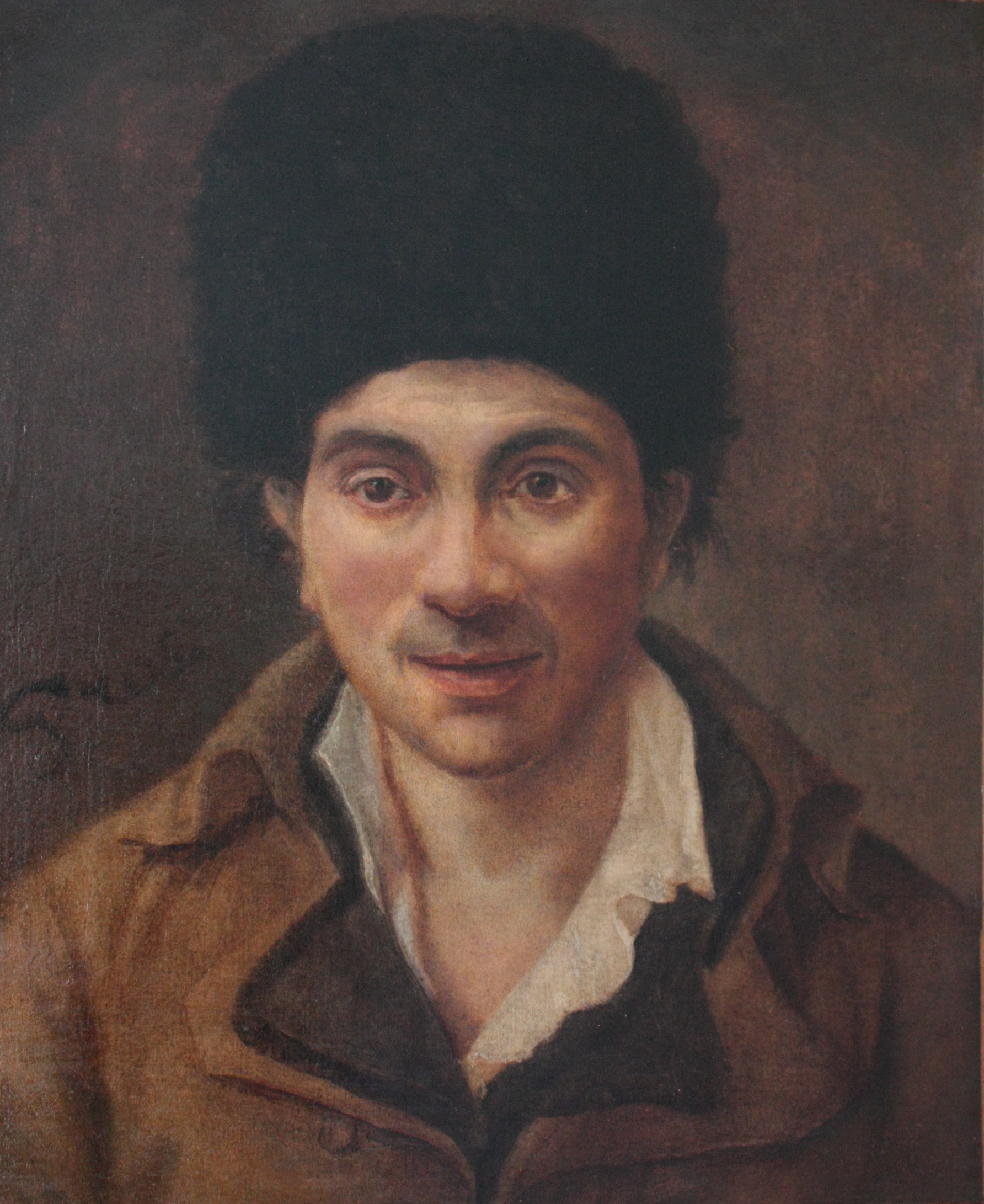
Antoine-Jean Gros zugeschriebenes Bildnis von Simon (1794 oder 1795)

Antoine Simon, genannt Schuhmacher (Cordonnier) Simon, (* 21. Oktober 1736 in  Troyes; † 28. Juli 1794 in Paris) war ein französischer Revolutionär, der im Juli 1793 die Aufgabe übertragen bekam, über den französischen Kronprinzen Louis Charles de Bourbon in dessen Haft im Temple-Gefängnis zu wachen, der dort im Juni 1795 wahrscheinlich an Tuberkulose starb.
Simon war Schuhmacher in Paris (in der Rue de Cordeliers), Mitglied des revolutionären Club de Cordeliers und im revolutionären Pariser Gemeinderat (Kommune). Er sollte nach einer Idee von Pierre Gaspard Chaumette für die Erziehung von Louis Charles de Bourbon im Sinn der Revolution sorgen, was er mit seiner Frau Marie-Jeanne (1745–1819) bis zum 19. Januar 1794 übernahm. Zu dieser Zeit wurde seine Frau krank und er übernahm wieder städtische Aufgaben.
Royalistische Autoren behaupteten später, er sei in der Aufsicht über den Kronprinzen übergriffig geworden und habe versucht, ihm vulgäre Sprache und Manieren beizubringen, doch gibt es dafür keinen Anhaltspunkt. Anscheinend unterstützte er aber Jacques-René Hébert darin, durch Befragung des Jungen Vorwürfe des Inzestes gegen seine Mutter Marie Antoinette zu sammeln.
Simon wurde am 28. Juli 1794 wie andere Anhänger von Maximilien de Robespierre nach dem 9. Thermidor guillotiniert.